# 勒瓦索爾冰原島峰

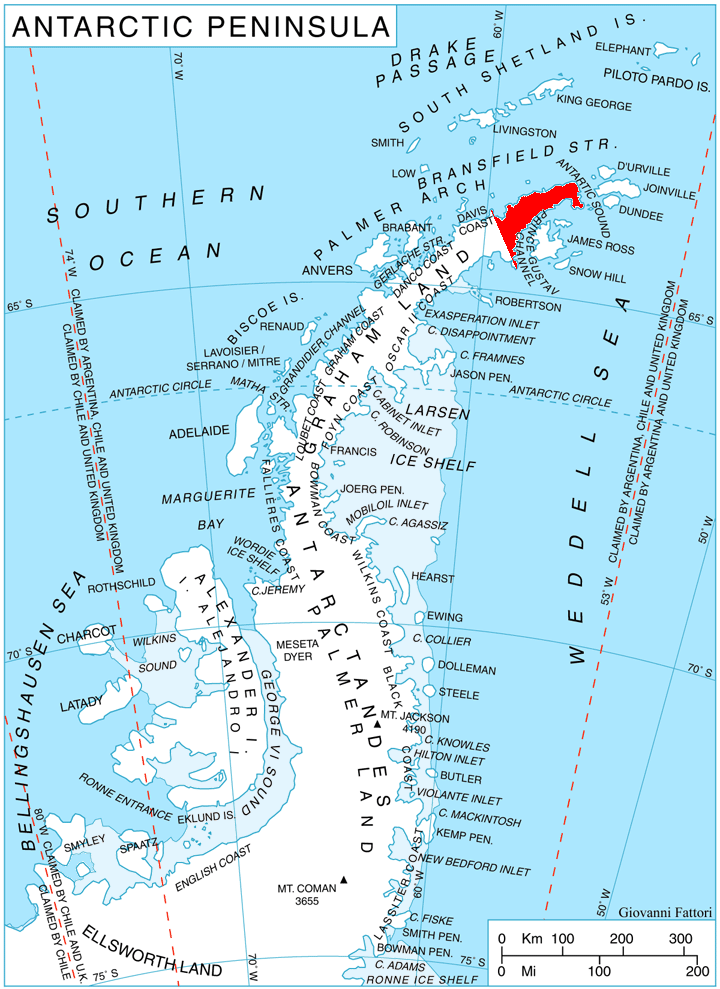

勒瓦索爾冰原島峰（英語：Levassor Nunatak）是南極洲的冰原島峰，位於葛拉漢地的特里尼蒂半島，處於科洛巴爾冰原島峰東北面5.66公里、霍赫斯特特峰東南面10.82公里和切爾諾佩埃夫峰西南面10公里，由英國研究隊繪入地圖。

## 外部連結
- Trinity Peninsula. Scale 1:250000 topographic map No. 5697. Institut für Angewandte Geodäsie and British Antarctic Survey, 1996.

63°40′S 58°7′W / 63.667°S 58.117°W